# USK Prague (féminines)
L'USK Prague est un club de basket-ball tchèque évoluant dans la ville de Prague. La section féminine appartient à la 1 Liga, soit l'élite du championnat tchèque.

## Palmarès
International
- Coupe Ronchetti de basket-ball : 1976
- Vainqueur de l'Euroligue : 2015, 2025

National
- Champion de République tchèque : 1993, 1994, 1995, 2009, 2011, 2012, 2013, 2014, 2015, 2016, 2016, 2017, 2018, 2019[2].

Tchécoslovaquie
- Champion de Tchécoslovaquie : 1970, 1973, 1982, 1983, 1984, 1985, 1988, 1989

## Effectif 2024-2025
| Numéro | Nom                | Née le           | Taille | Nationalité        | Poste      |
| 1      | Mariana Pribylova  | 14 avril 2005    | 1,74 m | République tchèque | Arrière    |
| 2      | Karolina Petlanova | 25 janvier 2005  | 1,80 m | République tchèque | Ailière    |
| 3      | Teja Oblak         | 20 décembre 1990 | 1,72 m | Slovénie           | Arrière    |
| 4      | Gabriela Andelova  | 21 mars 1996     | 1,73 m | République tchèque | Arrière    |
| 5      | Maite Cazorla      | 18 juin 1997     | 1,78 m | Espagne            | Arrière    |
| 8      | Veronika Vorackova | 21 juin 1999     | 1,88 m | République tchèque | Intérieure |
| 11     | Valériane Ayayi    | 29 avril 1994    | 1,84 m | France             | Ailière    |
| 12     | Tereza Vyoralová   | 16 janvier 1994  | 1,76 m | République tchèque | Arrière    |
| 13     | Ezi Magbegor       | 13 août 1999     | 1,95 m | Australie          | Arrière    |
| 14     | Emese Hof          | 29 mai 1996      | 1,90 m | Pays-Bas           | Arrière    |
| 21     | Veronika Sipova    | 26 janvier 1982  | 1,90 m | République tchèque | Ailière    |
| 42     | Brionna Jones      | 18 octobre 1995  | 1,90 m | États-Unis         | Intérieure |

Entraîneur : Natália Hejková
Assistant : Jiri Barta
Prague remporte l'Euroligue dans une victoire 66 à 53 sur Mersin.

## Effectif 2014-2015
| Numéro | Nom               | Née le            | Taille | Nationalité        | Poste         |
| 1      | Kia Vaughn        | 24 janvier 1987   | 1,93 m | États-Unis         | Pivot         |
| 4      | Jana Veselá       | 31 décembre 1983  | 1,94 m | République tchèque | Ailière       |
| 5      | Sonja Petrović    | 18 février 1989   | 1,89 m | Serbie             | Ailière       |
| 7      | Alena Hanušová    | 29 mai 1991       | 1,91 m | République tchèque | Ailière forte |
| 8      | Ilona Burgrová    | 15 mars 1984      | 1,94 m | République tchèque | Intérieure    |
| 9      | Laia Palau        | 10 septembre 1979 | 1,76 m | Espagne            | Meneuse       |
| 10     | Lenka Bartáková   | 17 mai 1991       | 1,75 m | République tchèque | Meneuse       |
| 11     | Kateřina Elhotová | 14 octobre 1989   | 1,80 m | République tchèque | Arrière       |
| 12     | Tereza Vyoralová  | 16 janvier 1994   | 1,76 m | République tchèque | Arrière       |
| 13     | Danielle Robinson | 10 mai 1989       | 1,75 m | États-Unis         | Arrière       |
|        | Eva Vítečková     | 26 janvier 1982   | 1,90 m | République tchèque | Ailière       |

Entraîneur : Natália Hejková
Assistant : Jiri Barta
Lors de la saison 2014-2015, Prague remporte l'Euroligue 72 à 68 face à l'UMMC Iekaterinbourg (1 sur 16 à trois points). Danielle Robinson marque 24 points avec notamment une excellent passage dans le troisième quart temps. Kia Vaughn (18 points et 12 rebonds) reçoit le titre de MVP du tournoi final à quatre.

## Effectif 2013-2014
| Numéro | Nom                  | Née le            | Taille | Nationalité        | Poste         |
| 4      | Michaela Stejskalová | 4 avril 1987      | 1,86 m | République tchèque | Ailière       |
| 6      | Laia Palau           | 10 septembre 1979 | 1,76 m | Espagne            | Meneuse       |
| 7      | Jelena Dubljević     | 7 mai 1987        | 1,88 m | Monténégro         | Ailière       |
| 8      | Ilona Burgrová       | 15 mars 1984      | 1,94 m | République tchèque | Intérieure    |
| 9      | Kia Vaughn           | 24 janvier 1987   | 1,93 m | États-Unis         | Pivot         |
| 10     | Lenka Bartáková      | 17 mai 1991       | 1,75 m | République tchèque | Meneuse       |
| 11     | Kateřina Elhotová    | 14 octobre 1989   | 1,80 m | République tchèque | Arrière       |
| 12     | Milka Bjelica        | 22 juin 1991      | 1,92 m | Serbie             | Ailière forte |
| 13     | Danielle Robinson    | 10 mai 1989       | 1,75 m | États-Unis         | Arrière       |
| 33     | Ana Pocek            | 20 octobre 1993   | 1,89 m | Monténégro         | Ailière forte |
|        | Eva Vítečková        | 26 janvier 1982   | 1,90 m | République tchèque | Ailière       |
|        | Jana Veselá          | 31 décembre 1983  | 1,94 m | République tchèque | Ailière       |

Entraîneur : Natália Hejková
Assistant : Jiri Barta
Lors de la saison 2013-2014, Prague remporte le championnat et les play-offs en finissant la saison invaincu (41 victoires) et remporte de surcroît la Coupe de République tchèque.  Leia Palau est élue MVP de la ligue.

## Effectif 2012-2013
| Numéro | Nom               | Née le           | Taille | Nationalité           | Poste           |
|        | Rebekkah Brunson  | 11 décembre 1981 | 1,91 m | États-Unis            | Intérieure      |
| 4      | Michaela Zrůstová | 4 avril 1987     | 1,86 m | République tchèque    | Arrière-ailière |
| 5      | Jelena Škerović   | 23 décembre 1980 | 1,77 m | Monténégro            | Arrière         |
| 6      | Renata Zrůstová   | 27 mai 1990      | 1,79 m | République tchèque    | Arrière         |
| 7      | Jelena Dubljević  | 7 mai 1987       | 1,88 m | Monténégro            | Ailière         |
| 8      | Ilona Burgrová    | 15 mars 1984     | 1,94 m | République tchèque    | Intérieure      |
| 9      | Kia Vaughn        | 24 janvier 1987  | 1,93 m | États-Unis            | Pivot           |
| 11     | Kateřina Elhotová | 14 octobre 1989  | 1,80 m | République tchèque    | Arrière         |
|        | Elīna Babkina     | 24 avril 1989    | 1,73 m | Lettonie              | Arrière         |
| 13     | Anna DeForge      | 14 avril 1976    | 1,78 m | États-Unis Monténégro | Ailière         |
| 14     | Anaël Lardy       | 24 octobre 1987  | 1,70 m | France                | Meneuse         |
| 15     | Eva Vítečková     | 26 janvier 1982  | 1,90 m | République tchèque    | Ailière         |

Entraîneur : Ivan Benes puis Natália Hejková
Assistant : Stanislav Kara
Après les difficultés du club roumain de Târgovişte Elina Babkina signe en janvier 2013 .
Le club remporte le championnat 3 victoires à 1 contre Brno.

## Effectif 2011-2012
| Numéro | Nom                  | Née le            | Taille | Nationalité        | Poste           |
| 4      | DeLisha Milton-Jones | 11 septembre 1974 | 1,86 m | États-Unis         | Ailière         |
| 5      | Frida Eldebrink      | 4 janvier 1988    | 1,74 m | Suède              | Arrière         |
| 7      | Lindsay Whalen       | 9 mai 1982        | 1,73 m | États-Unis         | Arrière         |
| 8      | Ilona Burgrová       | 15 mars 1984      | 1,94 m | République tchèque | Intérieure      |
| 9      | Michaela Zrůstová    | 4 avril 1987      | 1,86 m | République tchèque | Arrière-ailière |
| 10     | Adéla Necásková      | 22 janvier 1986   | 1,90 m | République tchèque | Intérieure      |
| 11     | Kateřina Elhotová    | 14 octobre 1989   | 1,80 m | République tchèque | Arrière         |
| 12     | Anna Montañana       | 24 octobre 1980   | 1,86m  | Espagne            | Arrière         |
| 13     | Petra Kulichová      | 13 septembre 1984 | 1,98 m | République tchèque | Intérieure      |
| 14     | Elin Eldebrink       | 4 janvier 1988    | 1,74 m | Suède              | Arrière         |
| 15     | Eva Vítečková        | 26 janvier 1982   | 1,90 m | République tchèque | Ailière         |
| 21     | Ticha Penicheiro     | 18 septembre 1974 | 1,78 m | Portugal           | Arrière         |

Entraîneur : Lubor Blažek
Assistant :

## Effectif 2010-2011
| Numéro | Nom                  | Née le            | Taille | Nationalité        | Poste      |
| 4      | DeLisha Milton-Jones | 11 septembre 1974 | 1,86 m | États-Unis         | Ailière    |
| 5      | Michaela Feranciková | 27 novembre 1977  | 1,90 m | République tchèque | Intérieure |
| 6      | Katerina Bartonova   | 17 janvier 1990   | 1,72 m | République tchèque | Arrière    |
| 7      | Lindsay Whalen       | 9 mai 1982        | 1,73 m | États-Unis         | Arrière    |
| 8      | Edita Sujanová       | 23 mai 1985       | 1,90 m | République tchèque | Intérieure |
| 9      | Evanthía Máltsi      | 30 décembre 1978  | 1,80 m | Grèce              | Ailière    |
| 10     | Tereza Peckova       | 10 juillet 1987   | 1,87 m | République tchèque | Ailière    |
| 11     | Katerina Elhotova    | 14 octobre 1989   | 1,80 m | République tchèque | Arrière    |
| 12     | Markéta Bednářová    | 17 avril 1981     | 1,78 m | République tchèque | Arrière    |
| 13     | Petra Kulichová      | 13 septembre 1984 | 1,98 m | République tchèque | Intérieure |
| 15     | Eva Vítečková        | 26 janvier 1982   | 1,90 m | République tchèque | Ailière    |

Entraîneur : Lubor Blažek
Assistant :

## Joueuses célèbres ou marquantes
- Sandra Le Dréan
- Grace Daley